# Тарапатино
Тарапатино — село в Жирновском районе Волгоградской области, административный центр и единственный населённый пункт Тарапатинского сельского поселения.
Население — 261 (2021)

## История
Согласно Историко-географическому словарю Саратовской губернии, составленному в 1898—1902 годах, село Тарапатино относилось к Лемешкинской волости Камышинского уезда Саратовской губернии. Дата основания не установлена. Село населяли бывшие помещичьи крестьяне князей Четвертинских, к которым перешли от Нарышкиных, малороссы — переселенцы из слободы Рудни. Земельный надел Тарапатинского сельского общества составлял 1647 десятин удобной земли и 110 неудобной. К обществу также относился расположенный на правом берегу Щелкана хутор Осички.
В 1870 году построена Николаевская церковь. В 1880 году открыта школа грамотности (по другим данным открыта в 1887 году)
С 1928 года — центр Тарапатинского сельсовета Руднянского района Камышинского округа (округ упразднён в 1930 году) Нижне-Волжского края. С 1935 года в составе Лемешкинского района Сталинградского края (с 1936 года — Сталинградской области, с 1954 по 1957 год — в составе Балашовской области). В 1953 года Андреевский сельсовет был ликвидирован, территория передана в состав Александровского сельсовета. В 1959 году в связи с упразднением Лемешкинского района передано в состав Жирновского района

## Физико-географическая характеристика
Село находится в степной местности, в пределах Приволжской возвышенности, являющейся частью Восточно-Европейской равнины, на левом берегу реки Щелкан. Рельеф местности холмисто-равнинный. Почвы — чернозёмы обыкновенные. Высота центра населённого пункта — около 120 метров над уровнем моря.
По автомобильным дорогам расстояние до областного центра города Волгограда составляет 340 км, до районного центра города Жирновск — 29 км.
Климат
Климат умеренный континентальный (согласно классификации климатов Кёппена — Dfb). Многолетняя норма осадков — 436 мм. Наибольшее количество осадков выпадает в июле — 51 мм, наименьшее в марте — 22 мм. Среднегодовая температура положительная и составляет + 6,2 °С, средняя температура самого холодного месяца января −10,2 °С, самого жаркого месяца июля +21,8°С.
Часовой пояс
Тарапатино, как и вся Волгоградская область, находится в часовой зоне МСК (московское время). Смещение применяемого времени относительно UTC составляет +3:00.

## Население
Динамика численности населения
| 1860 | 1886 | 1891 | 1894 | 1897 | 1911 | 1987 | 2002 |
| ---- | ---- | ---- | ---- | ---- | ---- | ---- | ---- |
| 782  | 1096 | 1201 | 1314 | 1249 | 1421 | ≈350 | 325  |

| 2010 | 2012 | 2013 | 2014 | 2015 | 2016 | 2017 |
| ---- | ---- | ---- | ---- | ---- | ---- | ---- |
| 324  | ↘315 | ↘300 | ↘297 | ↘296 | ↘292 | ↗294 |
| 2018 | 2019 | 2020 | 2021 |      |      |      |
| ↘288 | ↘270 | ↘268 | ↘261 |      |      |      |